# Ksi
Ksi (grčki srednji rod: ξι; veliko slovo Ξ; malo slovo ξ) četrnaesto je slovo grčkog alfabeta i ima brojčanu vrijednost 60. Izgovara se /ks/.

## Podrijetlo
Slovo sameh iz feničkog pisma izvor je grčkih slova ksi, sigma i hi. Slovo Ξ kasnije je primljeno u grčko pismo nego druga fenička slova i zamijenilo je kombinaciju ΚΤΣ (/kts/).

## Šifra znaka
|                   | Veliko slovo Ξ          | Malo slovo ξ          |
| ----------------- | ----------------------- | --------------------- |
| Unicode Codepoint | U+039E                  | U+03BE                |
| Unicode-Ime       | GREEK CAPITAL LETTER XI | GREEK SMALL LETTER XI |
| HTML              | &#926;                  | &#958;                |
| HTML-Identitet    | &Xi;                    | &xi;                  |